# Der Himmel soll warten (Lied)
Der Himmel soll warten ist ein Lied des deutschen Rappers Sido, in Kooperation mit dem deutschen Popsänger Adel Tawil. Das Stück ist die erste Singleauskopplung aus seinem ersten Livealbum MTV Unplugged Live aus’m MV.

## Entstehung und Artwork
Geschrieben wurde das Lied von Beatzarre, Djorkaeff, Sido und Adel Tawil. Produziert wurde das Stück von Sven Helbig und Marek Pompetzki. Das Mastering erfolgte im True Track Recording Studio, unter der Leitung von Dirk T. Jambor. Gemischt wurde das Lied von Marek Pompetzki im Beatzarre Studio und den Numarek Studios. Die Single wurde unter dem Musiklabel Universal Music Domestic Rock/Urban veröffentlicht. Auf dem Cover der Maxi-Single ist – neben Künstlernamen und Liedtitel – eine Schreibtafel mit Kritzeleien zu sehen. Design und Fotografie stammen von Stefan Vorbeck und hort.org.uk. Die Aufnahmen fanden im Berliner Tonstudio Numarek Studios statt.

## Veröffentlichung und Promotion
Die Erstveröffentlichung von Der Himmel soll warten erfolgte am 11. Mai 2010 als Download. Die Veröffentlichung eines physischen Tonträgers folgte drei Tage später am 14. Mai 2010. Die Maxi-Single enthält neben der Unplugged-Version auch eine Studio-Version des Liedes, als B-Seite. Um das Lied zu bewerben, folgten unter anderem Liveauftritte während der Verleihung des VIVA Comet 2010 und in der Late-Night-Show Inas Nacht.
Ein Musikvideo hierzu wurde nicht gedreht. Um das Stück zu bewerben, wurde der Liveauftritt während Sidos MTV Unplugged verwendet. Während des Videos sind Sido und Tawil zu sehen, sie sitzen gemeinsam auf einer Parkbank und singen das Lied.

## Inhalt
Der Liedtext zu Der Himmel soll warten ist komplett auf Deutsch verfasst. Die Musik wurde von Beatzarre, Djorkaeff und Adel Tawil; der Text von Sido und Tawil geschrieben. Musikalisch bewegt sich das Lied im Bereich der Popmusik und des Raps. Die Strophen werden von Sido gerappt und der Refrain von Tawil gesungen. In dem Lied geht es darum, dass jemand noch viel Dinge erleben möchte und noch nicht aus dem Leben ausscheiden möchte.

„Ich ruf es nach oben, der Himmel soll warten,

denn ich hab noch was vor, der Himmel muss warten.

Wenn alles vorbei ist, nimm mir den Atem,

doch noch bleib ich hier, der Himmel soll warten.“

## Mitwirkende
| Liedproduktion - Beatzarre: Komponist - Boogie: Human Beatbox - Djorkaeff: Komponist - Stefan Fuhr: Bass - Sven Helbig: Arrangement, Musikproduzent - Christoph Herman: Posaune - Dirk T.Jambor: Mastering - Raymond King: Schlagzeug - Hausmeister Krille: Perkussion - Lars Kutschke: Akustische Gitarre - Marius Mahn: Bass, Gitarre (Studio-Version) - Florian Mayer: Backing Vocal, Violine - Roland Neffe: Mallets - Adam Plummer: Perkussion - Marek Pompetzki: Abmischung, Musikproduzent, Tonmeister - Sido: Komponist, Liedtexter, Rap - Wynton Kelly Stephenson: Harmonika, Human Beatbox - Adel Tawil: Gesang, Komponist, Liedtexter - Sophie Thieme: Backing Vocal, Pauke, Piano - Nat Townsley: Schlagzeug - Andreas Uhlmann: Posaune | Artwork - Stefan Vorbeck: Artwork (Cover) Unternehmen - Aquarium: Verlag - Beatzarre Studio: Misch-Studio - BMG Rights Management GmbH: Verlag - Geto Gold Musikverlag: Verlag - hort.org.uk: Artwork - Numarek Studios: Misch-Studio, Tonstudio - Rolf Budde Musikverlag: Verlag - Sony ATV: Verlag - True Track Recording Studio: Mastering-Studio - Universal Music Domestic Rock/Urban: Tonstudio |

## Rezeption

### Charts und Chartplatzierungen
Der Himmel soll warten erreichte in Deutschland Position zwei der Singlecharts und konnte sich insgesamt vier Wochen in den Top 10 und 26 Wochen in den Charts halten. In Österreich erreichte die Single Position vier und konnte sich zwei Wochen in den Top 10 und 20 Wochen in den Charts halten. In der Schweiz erreichte die Single in acht Chartwochen Position 28 der Singlecharts. Obwohl es das Lied nicht auf Platz eins schaffte, war es trotzdem für einen Zeitraum von einer Wochen das erfolgreichste deutschsprachige Lied in den österreichischen Singlecharts sowie für den Zeitraum von zwei Wochen das erfolgreichste deutschsprachige Lied in den deutschen Singlecharts. Des Weiteren platzierte sich Der Himmel soll warten auf Position 54 der Single-Jahrescharts 2010 in Deutschland sowie auf Position 66 in Österreich.
Für Sido als Interpret ist dies der 21. Charterfolg als Solokünstler in Deutschland, sowie der 16. Charterfolg in Österreich und der zehnte in der Schweiz. Es ist sein dritter Top-10-Erfolg in Deutschland und der erste in Österreich. Für Tawil als Interpret ist dies der vierte Charterfolg als Solokünstler in Deutschland, sowie jeweils der dritte Charterfolg in Österreich und der Schweiz. Es ist sein dritter Top-10-Erfolg in Deutschland und der zweite in Österreich. Als Autor ist dies sein 18. Charterfolg in Deutschland, sowie der neunte in Österreich und der achte in der Schweiz. Es ist sein siebter Top-10-Erfolg in Deutschland und der vierte in Österreich. Djorkaeff erreichte mit der Der Himmel soll warten zum siebten Mal die deutschen Singlecharts in seiner Autorenbeteiligung, sowie zum vierten Mal die Charts in Österreich und zum dritten Mal die Schweizer Hitparade. Als Autor ist es sein dritter Top-10-Erfolg in Deutschland und der erste in Österreich.
| ChartsChartplatzierungen | Höchstplatzierung | Wochen |
| ------------------------ | ----------------- | ------ |
| Deutschland (GfK)        | 2 (26 Wo.)        | 26     |
| Österreich (Ö3)          | 4 (20 Wo.)        | 20     |
| Schweiz (IFPI)           | 28 (8 Wo.)        | 8      |

| ChartsJahrescharts (2010) | Platzierung |
| ------------------------- | ----------- |
| Deutschland (GfK)         | 54          |
| Österreich (Ö3)           | 66          |

### Auszeichnungen für Musikverkäufe
Im November 2023 wurde für Der Himmel soll warten in Deutschland eine Platin-Schallplatte für über 300.000 verkaufte Einheiten vergeben, womit es einer der meistverkauften Rapsongs der 2010er-Jahre ist. Bereits im Jahr 2013 erreichte das Lied Goldstatus.
| Land/Region        | Auszeichnungen für Musikverkäufe (Land/Region, Auszeichnung, Verkäufe) | Verkäufe |
| ------------------ | ---------------------------------------------------------------------- | -------- |
| Deutschland (BVMI) | Platin                                                                 | 300.000  |
| Insgesamt          | 1× Platin ·                                                            | 300.000  |